# Lyons Hall (Essex)
Lyons Hall é uma casa listada de Grau II em Great Leighs, Essex. A casa data do século XV. A casa foi o lar da família de banqueiros Tritton por muitos anos, e Joseph Herbert Tritton morreu lá em 1923.